# Coussarea amplifolia
Coussarea amplifolia är en måreväxtart som beskrevs av Charlotte M. Taylor. Coussarea amplifolia ingår i släktet Coussarea och familjen måreväxter. Inga underarter finns listade i Catalogue of Life.